# 文城 (小说)
《文城》是中国大陆知名作家余华在2021年3月1日出版发行的长篇小说。

## 梗概
《文城》讲述了在清朝末年至中华民国初年，北方青年男子林祥福来到南方村落溪镇落脚，和南方女子纪小美相遇、相爱，在生下一女儿后，纪小美忽然离开家，从此再无音讯，林祥福背着女儿一路南下，寻找妻子小美所在的“文城”的故事。

## 主人公
- 林祥福，北方青年男子，沉默寡言、重情重义，和纪小美结婚，两人有一个女儿。
- 纪小美，南方女子，曾被卖作童养媳、被公婆排挤，后来带着林家财富出走，杳无音信。
- 张一斧，土匪，无恶不作、鱼肉乡民、祸害乡里。
- 顾益民，有社会责任感的乡绅。

## 创作过程
1998年，余华在写作《活着》的时候，就开始写《文城》，这是其继《在细雨中呼喊》、《活着》、《许三观卖血记》、《兄弟》、《第七天》五部长篇小说之后的第六部长篇小说。余华曾去北京琉璃厂的一家中国书店购买大量书籍，如中医书籍和史料，书中18天的雪灾是依据清朝康熙年间无锡太湖区域40余日的大雪的资料写的。

## 出版
2021年2月22日，《文城》正式发行，首印50万册，并在预售次日加印10万册。